# Rosa Hernáez i Esquirol
Pour les articles homonymes, voir Hernáez et Esquirol (homonymie).
Rosa Hernáez i Esquirol, née à Barcelone le 6 juin 1887 et morte dans cette même ville le 17 décembre 1964, connue également sous le pseudonyme de « Rosita », est une danseuse classique et actrice espagnole.

## Biographie
Elle débute comme fleuriste sur la Rambla de Barcelone. Douée pour les arts, elle intègre rapidement l'école de Pauleta Pàmies. Elle est notamment remarquée dans l'interprétation de zarzuelas.
Elle se marie avec l'acteur Josep Santpere i Pei, avec lequel elle a cinq enfants, dont la future « Reine du Parallèle », Mary Santpere.
Elle et Josep forment un couple artistique très populaire dans la Barcelone d'avant-guerre, mais elle doit se retirer du monde du spectacle après la guerre d'Espagne et l'arrivée au pouvoir des franquistes, en 1939.
Elle décède à Barcelone le 17 décembre 1964.

## Postérité
- Elle est inhumée dans la sépulture familiale[4] du cimetière du Poblenou[5].

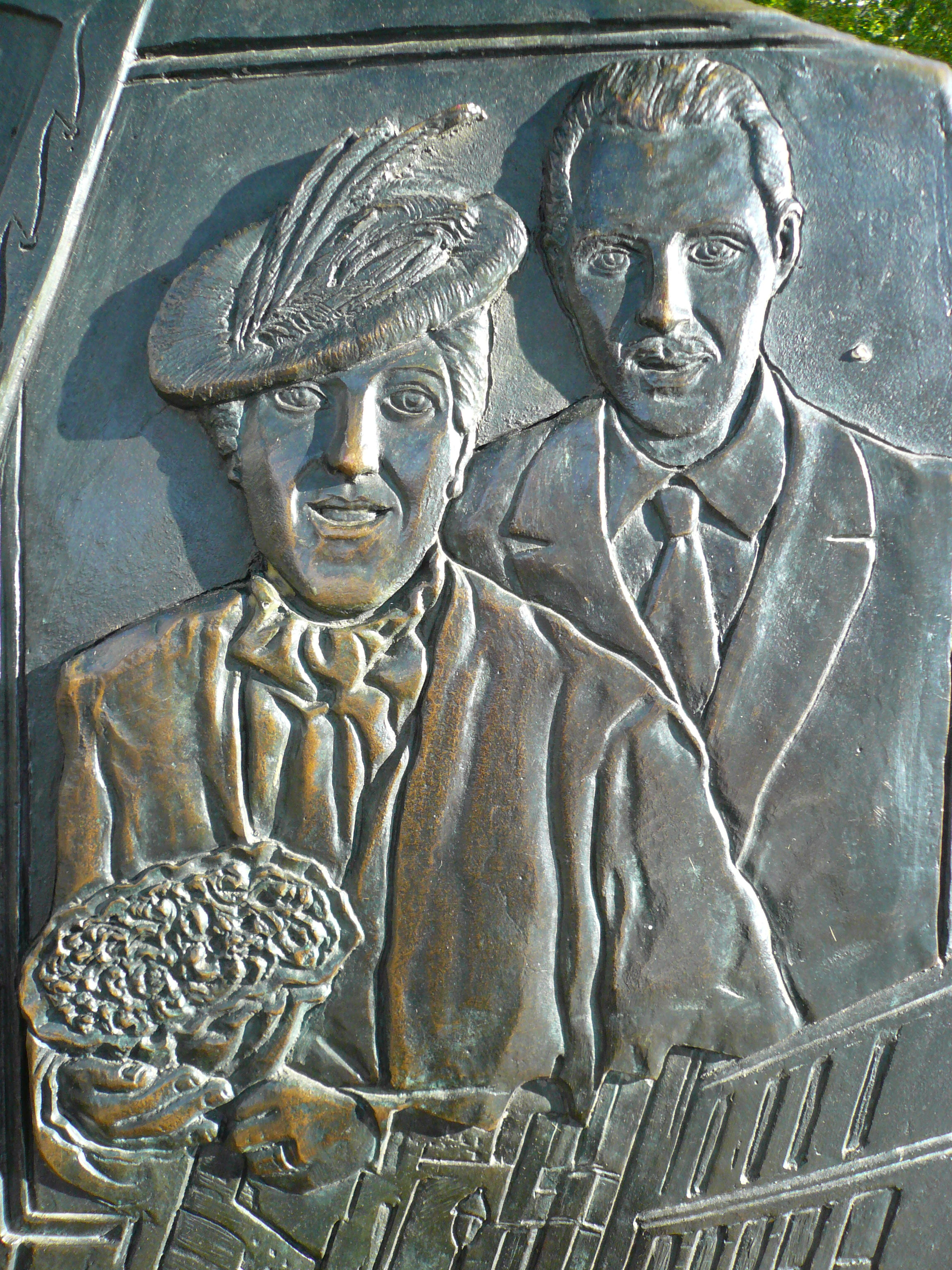
Monument commémoratif sur La Rambla.

- Un monument commémoratif dédié à la famille Santpere est érigé sur la Rambla de Barcelone[6].